# The Southerner
The Southerner es una película dramática estadounidense de 1945, dirigida por Jean Renoir.
La película recibió tres nominaciones en la 18.ª edición de los Premios Óscar y fue la ganadora del León de Oro en la Manifestación Internacional de Cine de Venecia de 1946.
La película está basada en Hold Autumn in Your Hand (1941), novela escrita por George Sessions Perry y ganadora del National Book Award de ese año.

## Argumento
Sam Tucker es un joven recolector de algodón que decide prosperar plantando su propia cosecha. Junto con su mujer, sus dos hijos y su gruñona abuela se desplaza al terruño arrendado, donde tendrán que esforzarse en su nueva vida.
Durante un año entero, de otoño a otoño, la película muestra sus alegrías y sus penurias. Tim, un amigo de Sam, lo visita de vez en cuando, y siempre le propone de marchar con él a la ciudad para trabajar en la fábrica, pero Sam nunca acepta, ni en los momentos más difíciles.

## Reparto

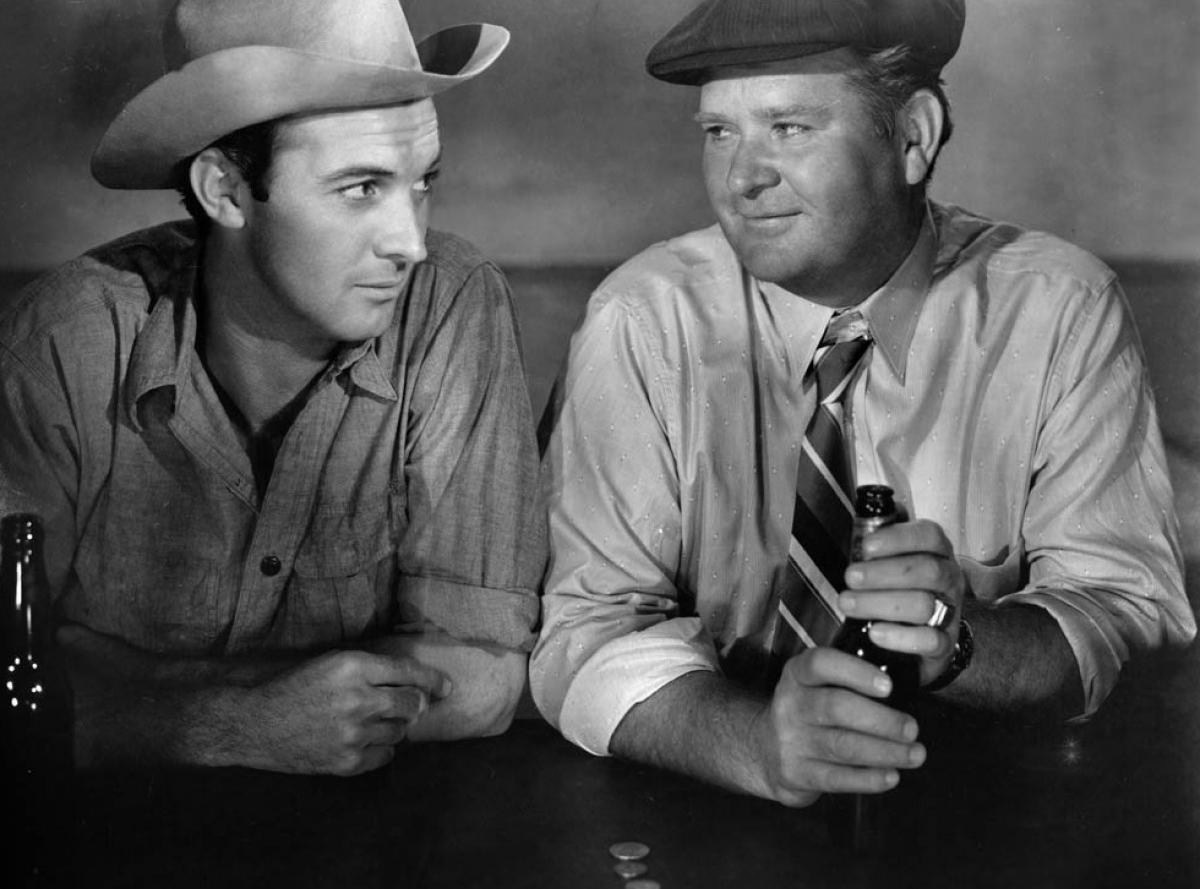
Zachary Scott y Charles Kemper

| Intérprete      | Personaje   |
| --------------- | ----------- |
| Zachary Scott   | Sam Tucker  |
| Betty Field     | Nona Tucker |
| J. Carrol Naish | Devers      |
| Beulah Bondi    | Granny      |
| Percy Kilbride  | Harmie      |
| Charles Kemper  | Tim         |
| Blanche Yurka   | Mama Tucker |
| Norman Lloyd    | Finley      |
| Stelle Taylor   | Lizzie      |

## Premios y nominaciones
- Premios Óscar[3]

| Categoría                   | Nominados      | Resultado |
| --------------------------- | -------------- | --------- |
| Mejor dirección             | Jean Renoir    | Nominado  |
| Mejor banda sonora original | Werner Janssen | Nominado  |
| Mejor sonido                | Jack Whitney   | Nominado  |

- Manifestación Internacional de Cine de Venecia[4]

| Año  | Categoría      | Película       | Resultado |
| ---- | -------------- | -------------- | --------- |
| 1946 | Mejor película | The Southerner | Ganador   |

- National Board of Review[5]

| Categoría                     | Nominado       | Resultado |
| ----------------------------- | -------------- | --------- |
| Mejor director                | Jean Renoir    | Ganador   |
| Diez películas más destacadas | The Southerner | Ganador   |